# Zak Santiago
Zak Santiago (n. 3 de enero de 1981) es un actor y DJ canadiense.

## Carrera
Santiago nació en Vancouver, Canadá. Ha aparecido en muchos programas de televisión, incluyendo Young Blades, Smallville, Robson Arms, Flight 93, Dirk Gently's Holistic Detective Agency, Shut Eye y The L Word. En diciembre de 2009, Santiago interpretó a Ten of Clubs en la miniserie de Syfy Alice.
También apareció en el episodio "My Room" de la temporada 1 de Dead Like Me, donde interpretó a un hombre enojado que consiguió un tatuaje desordenado y decidió matar al artista que lo hizo. Él tenía un papel principal en The Assistants en The N en 2009. También apareció en la película de 2008 The Eye, protagonizada por Jessica Alba y además interpretó a un joven policía en la película de terror The Tortured.
Aparte de su carrera de actuación ha trabajado como DJ.

## Filmografía

### Cine
| Año  | Título                                        | Personaje                | Notas                       |
| ---- | --------------------------------------------- | ------------------------ | --------------------------- |
| 1999 | Sweetwater                                    | Jorge                    |                             |
| 1999 | Late Night Sessions                           | Danny                    | Protagonista                |
| 2000 | Trixie                                        | Miembro de la pandilla   |                             |
| 2001 | Turbulence: Secuestro en la red               | Gabriel Mendoza          | Directo a video             |
| 2001 | Josie and the Pussycats                       | DJ de Megastore          |                             |
| 2003 | How It All Went Down                          | Compañero de Tico        |                             |
| 2004 | The Goodbye Girl                              | Profesor de baile        |                             |
| 2004 | Mitch Albom                                   | Domínguez                |                             |
| 2005 | Ladies Night                                  | Gates                    | Película de para televisión |
| 2005 | Confessions of a Sociopathic Social Climber   | Geoffrey                 | Película para televisión    |
| 2005 | Más allá del deber                            | Soldado Sulway           | Película para televisión    |
| 2005 | Fighting the Odds: The Marilyn Gambrell Story | Ed Rivera                | Película para televisión    |
| 2005 | Underclassman                                 | Anderson                 |                             |
| 2005 | Severed                                       | Ramón                    |                             |
| 2006 | Flight 93                                     | Ahmed Alhaznawi          |                             |
| 2006 | Zona de desastre: Volcán en Nueva York        | José                     |                             |
| 2006 | Canes                                         | Vendedor de antigüedades |                             |
| 2007 | Shooter                                       | Agente                   |                             |
| 2008 | The Eye                                       | Emilio                   |                             |
| 2016 | Signed, Sealed, Delivered: One in a Million   | Ramón                    | Película para televisión    |
| 2016 | Mostly Ghostly 3: One Night in Doom House     | Michael Roland           | Directo a video             |
| 2016 | (Re) Assignment                               | Edward González          |                             |
| 2017 | Real Fiction                                  | John                     |                             |
| 2017 | Cult of Chucky                                | Carlos                   |                             |

### Televisión
| Año         | Título                                  | Personaje                           | Notas                                                           |
| ----------- | --------------------------------------- | ----------------------------------- | --------------------------------------------------------------- |
| 1997        | Poltergeist: The Legacy                 | Pierce                              | 1 capítulo, episodio: Shadow Fall                               |
| 1998        | Viper                                   | Jerry Podwil                        | 1 capítulo, episodio: Internal Affair                           |
| 1998        | Seven Days                              | Él mismo                            | 1 capítulo, episodio: Piloto: Parte 1                           |
| 1998 - 1999 | The Crow                                | Curtis Bilbao                       | 5 capítulos                                                     |
| 1999        | Night Man                               | Jugador N° 2                        | 1 capítulo, episodio: Dust                                      |
| 1999        | Nothing Too Good for a Cowboy           | Logger                              | 1 capítulo, episodio: Float Like a Butterfly                    |
| 1999        | Cold Squad                              | Él mismo                            | 1 capítulo, episodio: Death, a Love Story                       |
| 2000        | Higher Ground                           | Rocko                               | 1 capítulo, episodio: Worlds Apart                              |
| 2000        | Level 9                                 | Morph                               | 1 capítulo, episodio: Digital Babylon                           |
| 2001        | Big Sound                               | Morph                               | 2 capítulos                                                     |
| 2001        | The Da Vinci Code                       | Irish Billy Mulvaney                | 1 capítulo, episodio: Shoulda Been a Priest                     |
| 2002        | Dark Angel                              | Kurt                                | 1 capítulo, episodio: Love in Vein                              |
| 2002        | Jeremiah                                | Sam                                 | 2 capítulos                                                     |
| 2002        | The Twilight Zone                       | Cheto                               | 1 capítulo, episodio: The Pool Guy                              |
| 2003        | The Dead Zone                           | Raul                                | 1 capítulo, episodio: The Man Who Never Was                     |
| 2003        | Out of Order                            | Angry Juror                         | Miniserie, 6 capítulos                                          |
| 2003        | Dead Like Me                            | Willy                               | 1 capítulo, episodio: My Room                                   |
| 2003        | Stargate SG-1                           | Rogelio Durán                       | 2 capítulos                                                     |
| 2004        | Human Cargo                             | Ramírez                             | Miniserie, 3 capítulos                                          |
| 2004        | Traffic                                 | Agente de Carole                    | Miniserie, 3 capítulos                                          |
| 2004        | The L Word                              | Oscar                               | 4 capítulos                                                     |
| 2004        | Kingdom Hospital                        | Dr. Sonny Gupta                     | 9 capítulos                                                     |
| 2005        | Young Blades                            | Ramón Montalvo Francisco de la Cruz | 13 capítulos                                                    |
| 2005        | Snake                                   | Wilfredo                            | Cortometraje para televisión                                    |
| 2006        | The Evidence                            | Nicholas López                      | 1 capítulo, episodio: Five Little Indians                       |
| 2006        | Godiva's                                | Emile                               | 2 capítulos                                                     |
| 2006        | Smallville                              | Morales                             | Episodio: Subterranean                                          |
| 2007        | The 4400                                | Colin McGrath                       | Episodio: The Truth and Nothing but the Truth                   |
| 2008        | Eureka                                  | Dr. Sebastian Marx                  | Episodio: Show Me the Mummy                                     |
| 2010        | Caprica                                 | Pann                                | 3 episodios                                                     |
| 2011        | V                                       | John Fierro                         | 4 episodios                                                     |
| 2011        | Sanctuary                               | Anormal capturado                   | Episodio: Resistance                                            |
| 2012        | Fringe                                  | Cecil                               | Episodio: Through the Looking Glass and What Walter Found There |
| 2013        | Once Upon a Time                        | Príncipe Henry (joven)              | Episodio: «La hija del molinero»                                |
| 2013-14     | Continuum                               | Agente Miller                       | 9 episodios                                                     |
| 2016        | iZombie                                 | Pablo Balaban                       | 1 capítulo, episodio: Pour Some Sugar, Zombie                   |
| 2016        | Ganjy                                   | Jorge                               | Cortometraje para televisión                                    |
| 2016        | Shut Eye                                | White Tony                          | 8 episodios                                                     |
| 2016        | Dirk Gently's Holistic Detective Agency | Cross                               | 7 episodios                                                     |
| 2016        | Another Place                           | Él mismo                            | Cortometraje para televisión                                    |
| 2017        | The Arrangement                         | Dimitri Fonseca                     |                                                                 |
| 2018        | The X-Files                             | Sr. Green                           | 2 episodios                                                     |
| 2021        | Debris                                  | Gary Garcia                         | Episodio: Do You Know Icarus                                    |